# Ван Тао (бизнесмен)
Ван Тао (кит. 汪滔, англ. Frank Wang Tao, родился в 1980, Ханчжоу, провинция Чжэцзян, Китай) — китайский бизнесмен, создатель SZ DJI Technology Co., Ltd. — китайской частной компании, производителя мультикоптеров, контроллеров.

## Биография
Ван Тао родился в 1980 году в прибрежном городе Ханчжоу в центральном Китае. В 1993 году был принят в Школу иностранных языков Ханчжоу. После окончания средней школы в 1999 году поступил в Восточно-Китайский педагогический университет. В 2003 был принят в Гонконгский университет науки и техники по специализации электроника.

## Деятельность
С детства Ван увлекался авиамоделированием и мечтал о собственной «авиафее» — устройстве, которое будет уметь летать и повсюду снимать камерой.
Первые шаги созданной Ван Тао компании (DJI) начались в стенах студенческого общежития в Гонконге в 2006 году. Увлечение основателя компании (в то время студента факультета электронной инженерии Гонконгского университета науки и технологий) Ван Тао беспилотными летательными аппаратами (БПЛА) привело к единичному производству первых «прототипов» стоимостью около 6000 долларов, которые были востребованы в основном различными организациями, проводившими опыты с дронами. Попытки совершенствования аппаратов и удешевления конечного продукта в период с 2006 по 2013 годы привели к рождению более массовых моделей стоимостью меньше 800 долларов, что вызвало неожиданный для основателя массовый спрос и привело к резкому увеличению продаж компании, в том числе и среди не специалистов, а людей, просто желающих купить «летающую камеру».
Флагманскую модель Phantom представили публике в январе 2013 года, выручка которого составила 130 млн долларов. А уже в 2014 году было продано около 400 000 штук модели Phantom. Выручка 2015 года составила 500 млн долларов.
Компания Dajiang Innovation Technology Co. (DJI), по оценке аналитиков фирмы Frost & Sullivan на 2015 год занимала 70 % глобального рынка гражданских беспилотных летательных аппаратов (БПЛА).
Активы Ван Тао в компании (45 % акций) на 2015 год оценивались в $4,5 млрд. В 2016 году вошел в рейтинг миллиардеров Forbes — «11 самых интересных новых миллиардеров в мировом рейтинге Forbes».
С первых дней существования компании Ван Тао является её директором (исполнительным и техническим).